# Три часа до Париж
„Три часа до Париж“ (на руски: Париж на три часа) е исторически роман от съветския писател Валентин Пикул, написан през 1960-1962 г.

## Сюжет
Действието на романа се развива в Париж през 1812 година. Докато Наполеон и остатъците от неговата Велика армия, напускайки Москва, бавно отстъпват обратно на запад до границите на Русия, в Париж се случва невероятно събитие. Генерал Клод-Франсоа Мале, с подкрепата на офицери привърженици на Френската република, обявява императора за загинал, и за три часа превзема властта в столицата на Империята.